# 萬善同歸所
萬善同歸，又稱萬善同、同歸所（取義於「萬善同歸之所」），是奉祀無主孤魂的小祠。

## 簡介
萬善同歸原是佛家語，指「萬種善行同歸實相」，乃永明延壽禪師所提出，他認為，各種修道行善，最終歸向西方淨土。而此一詞語，在民間逐漸變成為眾亡魂祈求冥福的詞語。
臺灣開墾之初，瘟疫痢疾頻傳，械鬥戰爭不斷，眾多無人收屍斂葬的死者，而民眾秉持善心，往往聚而收埋，號曰「萬善同歸」或「萬善同」等。現臺灣臺北市士林區芝山，仍有同歸所一祠，安奉孤魂。
中元節時，廟宇設法會普渡亡靈，亦用紙紮一房舍，上書「同歸所」，以供各路無主平民的孤魂在法會時棲身之處，兩旁各設「男堂」、「女室」。中設一神位，書「無祀男女孤魂滯魄等眾香位」、「界內五音十彙無祀男女孤魂滯魄等眾香位」、「沃焦山下男女孤魂滯魄眾等眾香位」、「無祀冥府陰光孤魂滯魄等眾香位」之類字樣。
2016年5月，臺中市生命禮儀管理處將接管原來由臺中市各區公所管理的公墓，但要求各區公所先排除各公墓都有的百姓公廟、同歸所等祠廟，引發臺中市議員質疑不符民情。